# Сибэлектротерм
Сибэлектротерм (Сибирский завод электротермического оборудования) — российское предприятие, расположенное в Новосибирске. Основано в 1945 году. Занимается изготовлением электротермического, газораспределительного и горношахтного оборудования. Также задействовано в производстве сельскохозяйственной техники. Крупнейшее на территории СНГ и России предприятие по изготовлению тяжелого электротермического оборудования.

## История
В 1939 году создан монтажный участок №3 Московского треста «Электропечь» на заводе «Сибкомбайн».
В 1941 году участок преобразован в самостоятельное предприятие – Сибирскую проектно-монтажную контору «Электропечь» (СибПМК).
В 1945 году правительство создаёт Новосибирский завод электротермического оборудования, сформированный на основе проектно-монтажной конторы «Сибпромэлектропечь».
В 1955 году предприятие стало называться Новосибирским заводом электротермического оборудования. Заводу передан недостроенный корпус (ныне корпус № 1). Началось производство электропечей Н-85, ПК-90, ОКБ-185, ИСВ-0,6.
В 1956 году выпускается первое изделие на экспорт – электропечь ОКБ-261П по заказу одной из аргентинских фирм.
В 1957 году впервые в Советском Союзе завод выпустил дуговые сталеплавильные печи емкостью 40 тонн, а в 1958 году — ДСП емкостью 80 тонн для изготовления высококачественной стали.
В 1958 году введен в эксплуатацию корпус № 1.
В 1959 году на заводе создано специальное конструкторское бюро – СКБ.
В 1962 году предприятие впервые участвует в ВДНХ, экспонируя дуговую сталеплавильную печь (ДСП-80). Введен в строй новый механосборочный корпус (№ 2).
В 1963 году предприятие впервые в СССР производит две руднотермические электропечи, оснащённые самоспекающимися электродами мощностью 24 000 КВА, впоследствии размещённые на Куйбышевском химическом заводе в Тольятти.
В 1966 году за достижение успехов в выполнении семилетнего плана 13 работников завода и СКБ награждены орденами и медалями, том числе А.А. Аргал, заместитель начальника цеха № 6, – орденом Ленина, слесарь-сборщик этого цеха Я.А. Богулин и сварщик В.Д. Щербаков – орденами Трудового Красного Знамени. 7 ноября вышел в свет первый номер многотиражной заводской газеты «Электропечь». Впервые в стране на заводе освоена плазменная сварка меди, других металлов больших толщин, изготовлены изложницы кристаллизаторов дуговой вакуумной печи ДТВ-8,7, предназначенной для выпуска цилиндрических слитков.
В 1967 году сдан в эксплуатацию четырёхэтажный инженерный корпус, в котором разместились отделы заводоуправления, технические службы, СКБ.
В 1968 году изготовлена крупнейшая в Европе дуговая сталеплавильная печь емкостью 200 тонн для волгоградского металлургического завода «Красный Октябрь».
В 1970—1972 годах «Сибэлектротерм» осваивает серийный выпуск печей электрошлакового переплава стали, установленные на предприятиях Азовсталь, Днепроспецсталь, Красный Октябрь.
В 1971 году изготовлены первые две электропечи повышенной мощности для возгонки жёлтого фосфора РКЗ-72ф для Джамбульского, Чимкентского, Куйбышевского химических предприятий. Всего на заводе выпущено 12 таких печей.
В 1972 году отгружены в Джамбул первые 3 узла для увеличения мощностей поставленных туда ранее печей.
В 1973 году изготовлено устройство У-684 для сварки слитков металла электрошлаковым методом и флюсоплавильная установка У-560 для французской фирмы «Крузо Луар». Через год там впервые в мире получен слиток металла диаметром 2,5 м. Введен в эксплуатацию корпус 3.
В 1974 году Приказом Министерства электротехнической промышленности к «Сибэлектротерму» присоединен Новосибирский завод сварных конструкций для развития заготовительно-сварочного производства.
В 1975у НЗЭТО на правах головного завода вошёл в состав производственного объединения «Сибэлектротерм». Предприятие отмечает своё 30-летие. На международной Лейпцигской ярмарке плазменно-дуговая сталеплавильная электропечь ёмкостью 30 тонн получила Золотую медаль.
В 1976 году предприятие ставит мировой рекорд, выпустив плазменно-дуговую электропечь, ёмкость ванны которой составила 30 тонн. Завершено строительство административно-бытового корпуса, в котором разместились технические службы (ОГТ, ОГС, ОМА и другие).
В 1977 году большая группа заводчан награждена орденами и медалями за ударный труд.
В 1978 году вступил в строй корпус 2а, что позволило расширить цех № 6, улучшить условия труда центральной заводской лаборатории, некоторых технических отделов.
В 1979 году завод переведен на новые условия планирования и экономического стимулирования.
В 1980 году ПО «Сиблектротерм» получило за вклад в сотрудничество между странами международную премию «Золотой Меркурий».
В 1981 году на базе научных разработок кафедры ЭТУ НЭТИ завод изготавливает первую в Советском Союзе вакуумную плазменную электропечь для выплавки слитков тантала, которую установили на Ульбинском металлургическом заводе.
В 1982 году началось освоение земельного участка, выделенного предприятию для создания подсобного хозяйства в Ордынском районе. Закончены сборка и испытание первого опытного образца дуговой сталеплавильной электропечи ДСП-100И6 для Орско-Халиловского металлургического комбината.
В 1984 году на предприятии началось серийное производство ионно-плазменных установок для нанесения износостойких покрытий на режущий инструмент в металлообрабатывающей промышленности. Установка «Булат» также нашла широкое применение в стоматологических клиниках. За разработку и создание крупнейшего в мире специализированного комплекса по производству электрошлакового металла на заводе «Красный Октябрь» генеральному директору «Сибэлектротерма» В. Г. Завьялову, главному инженеру СКБ А. Г. Помещикову, бригадиру слесарей-сборщиков цеха № 6 В.А. Лютаеву присуждены премии Совета Министров СССР.
В 1987 году заводом изготовлены и испытаны первые опытные лазерные технологическое установки типа ЛН-1,2НО1 для резки и термообработки металлопроката. Всего произведено 22 таких установки. Созданы водоохлаждаемые элементы на импортных печах Белорусского металлургического завода. На оскольском комбинате внедрен проект первой отечественной электропечи производства НЗЭТО, оборудованной электрическим донным сливом металла.
В 1988 году приказом Министерства электротехнической промышленности ПО «Сибэлектротерм» преобразовано в научно-производственное объединение «Сибэлектротерм».
В 1989 году  в НПО разработано и освоено производство крупнейших в мире электропечей закрытого герметичного исполнения для получения товарного ферро-марганца. Их установка в значительной степени решила проблему производства марганцовистых сплавов в СССР, существенно улучшила экологию Никопольского завода ферросплавов. Пущен в строй Юргинский абразивный завод, который полностью оснащен печами, изготовленными «Сибэлектротермом».
В 1990 году  освоено новое поколение печей для получения титановых слитков. Решена проблема резкого увеличения производства титана в стране. Совместно с ВНИИЭТО спроектирована и изготовлена серия из нескольких десятков вакуумных дуговых печей для плавки титановых слитков до 10 тонн.
В 1992 году собрание коллектива приняло решение об акционировании НПО «Сибэлектротерм». 12 декабря зарегистрировано акционерное общество открытого типа «Сибирский завод электротермического оборудования».
В 1993 году начато изготовление оборудования для внепечной обработки стали – агрегатов «Печь-ковш». Таким 300-тонным агрегатом завод оснастил мартеновский цех комбината «Северсталь», 100-тонные агрегаты отправлены на Узбекский и Орско-Халиловский металлургические комбинаты.
В 1995—1996 годах произведённые на заводе две электропечи для получения желтого фосфора были отправлены в Китайскую Народную Республику (Куньмин).
В 1998-2001 годах силами «Сибэлектротерма» проведена реконструкция и замена сталеплавильного оборудования в металлургических цехах челябинского предприятия «Мечел», на Ступинском металлургическом комбинате, Златоустовском металлургическом заводе.
В 1999 году на заводе создаётся собственный конструкторско-технологический отдел. Прошел испытание первый вагоноопрокидыватель, произведенный на «Сибэлектротерме» для новосибирской энергосистемы. Завод приступил к выпуску оборудования для нефтедобывающей и угледобывающей промышленности.
В 2000 году продукция ОАО «Сибэлектротерм» отмечена дипломом Кузбасской ярмарки «Металлургия -2000».
В 2001 году предприятие освоило выпуск котлов бытовых, отопительных для жилых домов и помещений, выпустило шесть коптилен для копчения мяса по заказу сельхозпереработчиков Новосибирской области. Смонтирована и отгружена заказчику ОАО «Саянский алюминий» печь сопротивления. Предприятие удостоено диплома конкурса «Сибирские Афины» (г. Томск) в номинации «Удачный дебют», диплома 2-й степени выставочного центра «Россия» (г. Екатеринбург) за разработку и внедрение нового высокоэффективного оборудования.
В 2002 году отправлена в Павлодар изготовленная на заводе дуговая сталеплавильная электропечь ёмкостью 25 тонн. Освоен выпуск вагонов-цистерн для транспортировки нефти. На заводе создан новый конструкторско-технический отдел. Предприятие начинает принимать участие в реализации программы газификации Новосибирской области, обеспечивая население бытовыми котлами серии «Терм» для отопления домов, коттеджей и других помещений. Расширяется заводская база отдыха «Сосновая» в Ордынском районе, где строится корпус на 70 мест. «Сибэлектротерм» удостоен диплома Уральской выставки «Руда и металл», диплома международной выставки «Казмет-2002», награды Кузбасской ярмарки за достойное представление продукции.
В 2003 году выпущен агрегат для внепечной обработки стали «Ковш-печь» ёмкостью 160 тонн. За разработку и внедрение высокотехнологичного электротермического оборудования завод получил диплом 4-й международной выставки «Металлургия-2003» (г. Екатеринбург), за разработку и производство поворотного отражательного миксера, позволяющего обеспечивать высокое качество металла, – Золотую медаль выставки «Руда и металл. Литье» (г. Екатеринбург).
В 2004 году заключён договор о сотрудничестве с австро-немецкой фирмой «VAI FUCHS» – дочерней компанией австрийского концерна «VOEST ALPEN Industrieaulagenbau», согласно которому «Сибэлектротерм» взял на себя поставку 40 процентов оборудования для «Запсиба», «Северстали» и других металлургических предприятий.
3 февраля 2017 года определением Арбитражного суда Новосибирской области введена процедура банкротства - наблюдение.
21 сентября 2017 года определением Арбитражного суда Новосибирской области ОАО «Сибэлектротерм» признано банкротом, открыта процедура банкротства - конкурсное производство.

## Продукция
- Металлургическое оборудование
- Горношахтное оборудование
- Газораспределительное оборудование
- Сельскохозяйственная техника

## Руководство
Александр Драусаль (1945-1947) -   директор Новосибирского завода электротермического оборудования
Юрий Шамкорян (1947-1959) -   директор Новосибирского завода электротермического оборудования
Пётр Никиенко (1959-1963) -   директор Новосибирского завода электротермического оборудования
Ким Хасин (1963-1965) -   директор Новосибирского завода электротермического оборудования
Павел Лоскутов (1965-1973) -   директор Новосибирского завода электротермического оборудования
Виталий Муха (1973-1975) -   директор Новосибирского завода электротермического оборудования
Виталий Муха (1975-1983) -  генеральный директор ПО "Сибэлектротерм"
Вадим Завьялов (1983-1987) -  генеральный директор ПО "Сибэлектротерм"
Иван Воронов (1987-1988) - генеральный директор ПО "Сибэлектротерм"
Иван Воронов (1988-1992) - генеральный директор НПО "Сибэлектротерм"
Иван Воронов (1992-1995) - генеральный директор ОАО "Сибэлектротерм"
Эдуард Тумасов (1995-1997) - генеральный директор ОАО "Сибэлектротерм"
Михаил Кузьмин (1997-2012) - генеральный директор ОАО "Сибэлектротерм"
Олег Утиралов (2012-2015)- генеральный директор ОАО "Сибэлектротерм"
Евгений Белоусов (с 2016 г.) - генеральный директор ОАО "Сибэлектротерм"

## Финансовые показатели
2011 год
- выручка —1 млрд. 254 млн. рублей
- прибыль — 166,6 млн рублей

2012 год
- выручка — 973 млн рублей
- убыток — 51,2 млн рублей

2013 год
- выручка — 714,1 млн рублей
- убыток — 25,7 млн рублей

2014 год
- выручка — 459,6 млн. рублей
- убыток — 272 млн. рублей

#### 2015 год
- выручка  - 425,8 млн. руб.
- убыток - 210,2 млн. руб.

#### 2016 год
- выручка  - 263,5 млн. руб.
- убыток - 329,5 млн. руб.

## Известные работники
- Пётр Яковлевич Шмаков — трудящийся завода «Сибэлектротерм», Герой Социалистического труда.[1]
- Виталий Петрович Муха — бывший директор завода, советский и российский политический деятель.